# دوبرومير زيتشيف
دوبرومير زيتشيف (بالبلغارية: Добромир Жечев)‏ (مواليد 12 نوفمبر 1942) هو لاعب كرة قدم. يلعب مع منتخب بلغاريا لكرة القدم. سبق له أن لعب في كأس العالم لكرة القدم مع منتخب بلاده.

## روابط خارجية
- دوبرومير زيتشيف على موقع قاعدة بيانات كرة القدم.إي يو (الإنجليزية)
- دوبرومير زيتشيف على موقع ناشيونال فوتبول تيمز (الإنجليزية)